# Banco de Desarrollo del Caribe

Logo del Banco de Desarrollo Caribeño

El Banco de Desarrollo del Caribe (en inglés: Caribbean Development Bank, CDB) conocido también por su acrónimo Caribank, es una institución financiera internacional que tiene por objetivo promover la cooperación y la integración regional y financiar proyectos de desarrollo económico, social e institucional en el área del Caribe. El banco fue fundado el 18 de octubre de 1969 en la ciudad de Kingston, Jamaica, y entró en funciones el 16 de enero de 1970. Actualmente la sede de la institución se ubica en Wildley, Saint Michael, Barbados y cuenta con 25 miembros.

## Estructura
El banco tiene una Junta de Gobernadores, una Junta de Directores, un presidente y dos vicepresidentes, los cuales se apoyan en los empleados y oficiales del organismo. La máxima autoridad es la Junta de Gobernadores, donde cada miembro es representado por un gobernador (a excepción de los territorios británicos, los cuales nombran un gobernador en conjunto). La Junta se reúne al menos una vez al año y se apoya en la Junta de Directores (18 en total) los cuales son responsables de las políticas y las operaciones cotidianas del banco y son electos para un período de dos años, el cual puede ser renovado. El presidente de la Junta de Directores es también el presidente del banco y es electo cada cinco años. En total, el banco da empleo a 99 profesionales de 11 países y a 98 empleados de apoyo, los cuales son en su mayoría residentes de la isla.

## Integrantes
Los integrantes se dividen en dos tipos: miembros regionales y no regionales. Los miembros regionales poseen el 60% de las acciones del banco y son los únicos que tienen acceso a los préstamos. Los miembros regionales son Anguila, Antigua y Barbuda, Bahamas, Barbados, Belice, Colombia (desde 1974), Islas Vírgenes Británicas, Islas Caimán, Dominica, Granada, Guyana, Jamaica, México (desde 1982), Montserrat, San Cristóbal y Nieves, Santa Lucía, San Vicente y las Granadinas, Trinidad y Tobago, Islas Turcas y Caicos y Venezuela (desde 1973). Los miembros no regionales son Alemania (desde 1989), Canadá, China (desde 1998) e Italia (desde 1988).